# 叔比狗，你在哪里！
《叔比狗，你在哪里！》（ （页面存档备份，存于）英語：）是知名美國卡通《叔比狗系列》的第一部动画，由美國動畫公司汉纳-巴伯拉制片公司的Joe Ruby和Ken Spears两人于1969年创作，一共3季。台灣由卡通頻道播出。

## 主要內容
神秘事件公司(The Mystery, Inc.)的成员们駕駛他們的小廂型車(the Mystery Machine)，前往各地旅行。他们在過程中遇見神秘事件，藉由解開神秘事件而聞名。

## 故事特色
- 每次事情的开头，都是神秘事件公司出去旅行（或是找亲戚等）回来时，总是刚好碰上引擎有问题（或是没油，轮胎爆胎等问题），然后就这么刚好会到一间旅馆（城堡、民宿等），而这个地方的主人都会很热情的招待他们。
- 而這個地方總是會發生鬼怪事件（殭屍、幽靈等），弗烈德總是跳出來第一個表示要解決問題。
- 每次發生事件，都是弗烈德、黛芬妮、威瑪分成一組，叔比狗和薛吉分成一組；而每次都是弗烈德和威瑪找到線索，而黛芬妮碰到鬼怪，叔比狗和薛吉則專門找吃的。
- 在弗烈德和威瑪找到足夠的線索或證據之後，他們就會開始準備抓鬼。
- 抓鬼的過程有時很順利，有時則是叔比狗和薛吉正好因為貪吃或是其他原因碰巧壓制住鬼怪。
- 這時候被抓的人都會由威瑪親手掰下其假面具，通常都會發現其實鬼怪是主人的某個親戚，為了要財寶或是遺產等等原因而裝神弄鬼，最後他會被警察抓捕而忿恨地說「要不是你們（這隻笨狗），我早就拿著財寶逃走了。」

## 电影
- 2002年翻拍為电影，中文譯名为《史酷比》。
- 2004年翻拍續集《史酷比2：怪兽偷跑》。
- 2009年翻拍续集《史酷比3》。
- 2010年翻拍续集《史酷比4》。

## 外部連結
- Official Scooby-Doo website
- 互联网电影数据库（IMDb）上《Scooby-Doo, Where Are You!》的资料（英文）
- Cartoon Network: Dept. of Cartoons: Scooby-Doo, Where Are You!—cached copied from the Internet Archive
- "Hanna-Barbera Studios" (and sub-articles), The Big Cartoon DataBase